# Powiat Tarnobrzeski
Der Powiat Tarnobrzeski ist ein Powiat (Kreis) in der polnischen Woiwodschaft Karpatenvorland. Der Powiat hat eine Fläche von 520,02 km², auf der 54.000 Einwohner leben.

## Gemeinden
Der Powiat umfasst vier Gemeinden, davon zwei Stadt-und-Land-Gemeinden sowie zwei Landgemeinden.

### Stadt-und-Land-Gemeinden
- Baranów Sandomierski
- Nowa Dęba

### Landgemeinden
- Gorzyce
- Grębów